# Andhra (Bundesstaat)
Andhra (Telugu: ఆంధ్ర Āndhra [ˈɑːndʰrʌ]) war ein kurzlebiger Bundesstaat in Indien. Er entstand 1953 aus den nördlichen Teilen des Bundesstaats Madras und vereinigte sich 1956 mit der Region Telangana des einstigen Bundesstaates Hyderabad zum Bundesstaat Andhra Pradesh. Nachdem Telangana 2014 zu einem eigenen Bundesstaat wurde, ist der heutige Bundesstaat Andhra Pradesh wieder weitgehend deckungsgleich mit dem ehemaligen Bundesstaat Andhra. Die Hauptstadt Andhras war Kurnool.

## Geschichte

### Vorgeschichte
Das Gebiet Andhras kam im späten 18. Jahrhundert unter britische Herrschaft und wurde in die Präsidentschaft Madras, eine der Verwaltungseinheiten Britisch-Indiens, eingegliedert. Die Präsidentschaft Madras war ein ethnisch und sprachlich inhomogenes Gebiet: Während in ihrem Südteil hauptsächlich Tamil gesprochen wurde, war in der Region Andhra, die ihren Nordteil ausmachte, Telugu die vorherrschende Sprache. Schon während der britischen Kolonialzeit gab es ab den 1920er Jahren Bestrebungen, die telugusprachigen Gebiete aus Madras zu lösen. Nachdem Indien 1947 unabhängig geworden war, ging aus der Präsidentschaft Madras der Bundesstaat gleichen Namens hervor. Nach der indischen Unabhängigkeit wurden die Forderungen für einen telugusprachigen Bundesstaat Andhra lauter. Insbesondere die Zugehörigkeit der Stadt Madras (heute Chennai), in der neben einer tamilischen Mehrheit eine größere Minderheit von Telugus lebte, entwickelte sich zum Streitpunkt. Ihren Höhepunkt erreichte die Andhra-Agitation mit dem Tod Potti Sriramulus, der am 16. Dezember 1952 in Madras nach einem fast zweimonatigen Hungerstreik verstarb. Am 19. Dezember stimmte der indische Premierminister Jawaharlal Nehru die Gründung des Bundesstaates Andhra zu. Am 1. Oktober 1953 wurde Andhra schließlich aus den elf telugusprachigen Distrikten im Nordteil des Bundesstaates Madras gegründet. Madras-Stadt blieb gleichwohl beim gleichnamigen Bundesstaat, aus dem später das heutige Tamil Nadu hervorging.
Der Distrikt Bellary (Ballari) kam wegen seiner überwiegend Kannada sprechenden Bevölkerung zum Bundesstaat Mysore, dem späteren Karnataka.

Entstehung von Andhra aus Teilen von Madras:

Aufgrund der veränderten Grenzen musste die parlamentarische Vertretung der betroffenen Staaten neu geregelt werden. Andhra erhielt ein Parlament aus 140 Abgeordneten, die in Einzelwahlkreisen gewählt wurden und wurde in 28 Wahlkreise für die Lok Sabha eingeteilt. Das Parlament von Madras wurde von 375 auf 230 Abgeordnete und die Zahl der Wahlkreise für die Lok Sabha von 75 auf 46 verringert. Das Parlament von Mysore bekam 5 zusätzliche Abgeordnete (104 statt bisher 99) und einen zusätzlichen Wahlkreis für die Lok Sabha (12 statt bisher 11). In der Rajya Sabha, dem „Staatenrat“ ergaben sich folgende neue Sitzverhältnisse: Andhra 12 Abgeordnete und Madras 18 (statt bisher 27). Die amtierenden Abgeordneten, die zuvor in Wahlkreisen im Staat Madras gewählt worden waren (bei der Wahl zum Parlament von Madras 1951 und bei der indischen Parlamentswahl 1951–1952), behielten weiter ihre Ämter, nur dass sie jetzt den neuen Staaten bzw. Parlamenten zugeordnet wurden.

### Entwicklungen 1953 bis 1955
Im neu gebildeten, 140 Abgeordnete umfassenden Parlament von Andhra bildeten die Kongresspartei (INC)-Abgeordneten und die Kommunisten (CPI) mit 40 bzw. 41 Abgeordneten die größten Gruppierungen. T. Prakasam verließ die Praja Socialist Party, der er bisher angehörte, gründete mit 10 weiteren Abgeordneten eine eigene Partei, die Praja Party, und bildete eine Koalitionsregierung unter ihm als Chief Minister, in der die Kongresspartei und weitere kleinere Parteien vertreten waren. Diese Regierung wurde in der Folgezeit von wiederholten politischen Krisen heimgesucht. Zunächst gab es Konflikte zwischen der südlichen Region Rayalaseema und der Küstenregion (Circars) um die Lage der Hauptstadt des neuen Staates. Infolge dieses Konflikts schied die Krishikar Lok Party (KLP) aus der Regierung aus und wechselte zur Opposition. Die zweite große Streitfrage, die letztlich entscheidend zum Sturz der Regierung beitrug, war der Streit um die Prohibition. Die Kongresspartei hatte sich – noch unter dem nachwirkenden Einfluss Gandhis – zu einer „Politik der Abstinenz“ verpflichtet, die auch im Bundesstaat Madras zur Zeit der Abspaltung Andhras Gültigkeit hatte, jedoch bei der Bevölkerung nicht sonderlich populär war. Juristen hatten bei der Entstehung von Andhra auch darauf hingewiesen, dass der neue Staat dringend Einnahmen benötige und daher das Alkoholverbot aufheben und eine Alkoholsteuer einführen solle. Eine von der Regierung Andhras eingesetzte Kommission empfahl in ihrem Bericht vom 22. Februar 1954 die Aufhebung der Prohibition. Begründet wurde dies mit dem Umstand, dass das Verbot bisher wirkungslos gewesen sei. Die Regierung weigerte sich jedoch, den Empfehlungen der Kommission zu entsprechen. Das Alkoholverbot war auch deswegen in Andhra unpopulär, weil es vielen Menschen die Arbeit als Palmwein-Zapfer (toddy tapper) genommen hatte. Es kam zu Massenunruhen und zu Massenaktionen des zivilen Ungehorsams gegen das Alkoholverbot. Ein weiterer Punkt der Unzufriedenheit war die ausgebliebene Landreform. Am 6. November 1954 unterlag die Regierung schließlich sehr knapp in einem Misstrauensvotum im Parlament mit 68 gegen 69 Stimmen. Der Bundesstaat wurde daraufhin am 15. November 1954 unter president’s rule, d. h. direkte Kontrolle der Zentralregierung gestellt und eine Neuwahl wurde für Februar 1955 angekündigt.

### Parlamentswahl 1955
Bei der Parlamentswahl vom 11.–16. Februar 1955 stand eine Koalition (United Congress Front, UCF) bestehend aus Kongresspartei, Krishikar Lok Party und Praja Party den Kommunisten gegenüber. Die UCF hielt weiter am Ziel der Prohibition fest, versprach aber, die dadurch verursachten sozialen Missstände zu bessern. Die CPI sprach sich für eine Aufhebung der Prohibition aus. Beide Seiten sagten eine Landreform zu. Letztlich gewann die Kongresspartei die große Mehrheit der Wahlkreismandate, jedoch schnitt auch die Kommunistische Partei relativ gut ab, und erhielt fast ein Drittel der Stimmen, jedoch, benachteiligt durch das relative Mehrheitswahlrecht, nur 15 Wahlkreismandate (7,7 %). Zweitstärkste Partei nach Mandaten wurde die Krishikar Lok Party (KLP). Die Wahl wurde von einigen westlichen Beobachtern zum Teil auch als Rivalität zwischen zwei Kasten interpretiert, zum einen der Kaste der Kamma, die die Kommunistische Partei und die KLP dominierten, und der Kaste der Reddy, die die lokale Führungsschicht der Kongresspartei stellten. Nach der Wahl wurde Bezawada Gopala Reddy (INC) neuer Chief Minister und bildete eine Regierung der Kongresspartei.
| Partei                | Kürzel | Stimmen   | Stimmen  | Sitze | Sitze   |
| Partei                | Kürzel | Zahl      | in %     | Zahl  | in %    |
| --------------------- | ------ | --------- | -------- | ----- | ------- |
| Kongresspartei        | INC    | 3.394.109 | 39,35 %  | 119   | 60,7 %  |
| Kommunistische Partei | CPI    | 2.685.251 | 31,13 %  | 15    | 7,7 %   |
| Krishikar Lok Party   | KLP    | 625.827   | 7,26 %   | 22    | 11,2 %  |
| Praja Socialist Party | PSP    | 481.666   | 5,58 %   | 13    | 6,6 %   |
| Praja Party           | PP     | 240.884   | 2,79 %   | 5     | 2,6 %   |
| Bharatiya Jana Sangh  | BJS    | 8218      | 0,10 %   | 0     | 0,0 %   |
| Unabhängige           | Unabh. | 1.188.887 | 13,78 %  | 22    | 11,2 %  |
| Gesamt                | Gesamt | 8.624.842 | 100,00 % | 196   | 100,0 % |

### Auflösung
Die Gründung Andhras war der erste Schritt zu einer Neuordnung der Bundesstaaten Indiens nach sprachlichen Kriterien. Drei Jahre später wurde diese durch den States Reorganisation Act endgültig vollzogen. In Folge der Neuordnung vereinigte sich Andhra am 1. November 1956 mit den telugusprachigen Teilen des einstigen Bundesstaates Hyderabad, der Region Telangana, zum Bundesstaat Andhra Pradesh mit der Hauptstadt Hyderabad. Damit waren nun alle telugusprachigen Gebiete in einem Bundesstaat vereint. 1960 erfolgte noch eine kleinere Grenzkorrektur zwischen Andhra Pradesh und Madras. Am 2. Juni 2014 spaltete sich Telangana nach jahrzehntelanger Agitation wieder von Andhra Pradesh ab. Damit entspricht das Gebiet des verbliebenen Andhra Pradeshs wieder weitestgehend dem des ehemaligen Bundesstaates Andhra.